# Conseil de l'oblast de Rivne
8e
Le Conseil de l'oblast de Rivne est une assemblée élue de l'oblast de Poltava. Elle possède 64 membres. Elle ne possède pas d'initiative législative. La durée de chaque législature est de cinq ans.

## Composition
| Législature | Élection        | Composition | Composition                                                                               | Président                                                                      |
| ----------- | --------------- | ----------- | ----------------------------------------------------------------------------------------- | ------------------------------------------------------------------------------ |
| 7e          | 25 octobre 2015 |             | Composition : - BBP (19) - VOB (14) - RPOL (10) - VOS (8) - ZKP (6) - UKROP (5)           | Volodymyr Kovalchuk Oleksandr Korniychuk Mykola Draganchuk Oleksandr Danylchuk |
| 8e          | 25 octobre 2020 |             | Composition : - ES (14) - SN (12) - ZM (en) (9) - VOB (9) - SiCh (8) - RPOL (6) - VOS (6) | Serhiy Kondrachuk Andriy Karaush                                               |